# Нова Миланезе
Нова Миланезе (итал. Nova Milanese) је насеље у Италији у округу Монца и Бријанца, региону Ломбардија.
Према процени из 2011. у насељу је живело 22310 становника. Насеље се налази на надморској висини од 179 м.

## Становништво
Према резултатима пописа становништва 2011. у општини је живело 22.315 становника.
| 1931. | 1936. | 1951. | 1961.  | 1971.  | 1981.  | 1991.  | 2001.  | 2011.  |
| ----- | ----- | ----- | ------ | ------ | ------ | ------ | ------ | ------ |
| 4.150 | 4.445 | 5.762 | 10.473 | 16.621 | 19.707 | 20.620 | 21.999 | 22.315 |